# Kaarlo Harvala
Kaarlo Jafet Harvala (tidigare Helminen), född 15 februari 1885 i Ruovesi, död 24 oktober 1942 i Helsingfors, var en finländsk politiker och journalist. Han var riksdagsledamot 1922–1939 och partiordförande för Socialdemokraterna 1930–1942.
Harvala var sekreterare för torpare-organisationen Förbundet för markarrendatorerna i Finland (Suomen maanvuokraajain liitto) i Tammerfors 1912–1918. Efter inbördeskriget 1918 fängslades han för att ha tjänat som högsta juridiska person för de röda när han tjänstgjorde som ordförande för den revolutionära högsta domstolen. Efter frigivningen från fängelset arbetade Harvala som chefredaktör för Kansan Sana och Kansan Lehti i Tammerfors och som redaktör för Sosialisti i Åbo 1919. Från 1919 till 1921 var han journalist för partiorganet Suomen Sosialidemokraatti. Efter inbördeskriget var Harvala också ordförande för Finlands socialdemokratiska tidningsförbund.
Harvala valdes första gången in i riksdagen för Tavastlands norra valkrets 1922. Han var elektor i presidentvalen 1925, 1931 och 1937. Från 1937 till sin död var Harvala direktör och viceordförande i styrelsen för Alko.